# Trésor Mputu
Trésor Mputu Mabi (10 de dezembro de 1985, Kinshasa) é um ex-futebolista congolês, jogava na posição de atacante.

## Carreira
Mputu foi o maior artilheiro do mundo (http://soccerlens.com/worlds-top-goalscorer-of-2007-according-to-iffhs/5091/) da temporada de 2007, com 20 gols, o paraguaio Salvador Cabañas ficou em 2°.
Ele representou o elenco da Seleção da República Democrática do Congo de Futebol no Campeonato Africano das Nações de 2013.

## Equipes
- Kin City: 2001-2002
- TP Mazembe: 2002-2014
- KABUSCORP S.C.P 2014 - 2015